# 스타밸리

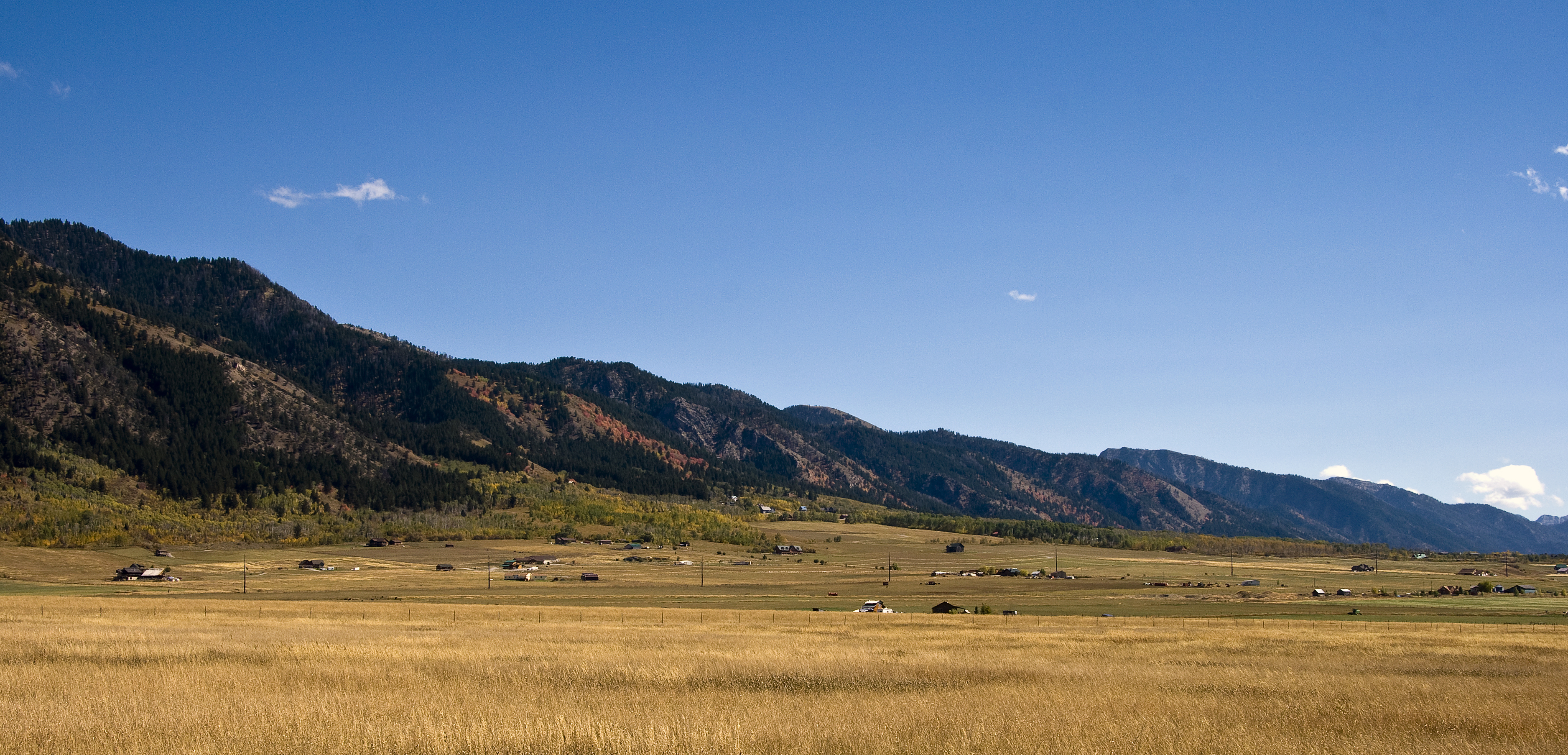

스타밸리(Star Valley)는 미국 와이오밍 서부의 솔트 리버 산맥과 아이다호 동부의 웹스터 산맥 사이에 위치하고 있다. 이 계곡의 고도는 5,600피트(1,700m)에서 7,000피트(2,100m)이다. 세 개의 주요 와이오밍 강인 솔트강(Salt River), 그레이스강(Grays River) 및 스네이크강(Snake River)은 팰리세이드 저수지의 알파인 정션 근처에서 만난다. 수많은 마을(Afton, Thayne, Bedford, Etna, Smoot, Fairview, Osmond, Freedom, Grover, Auburn, Alpine, Nordic, Turnerville, Star Valley Ranch 등)이 계곡에 있다. 스타밸리는 몰몬 개척자들이 1870년대 후반에 정착했다. 주요 출처에 따르면 스타밸리는 예수 그리스도 후기 성도 교회(LDS 교회)의 일반 권위에 의해 자연의 아름다움으로 인해 "모든 계곡의 별"로 선포되었다. 이름은 나중에 스타밸리(Star Valley)로 축약되었다. 이름의 기원에 대한 덜 뒷받침되는 또 다른 이론은 1880년대 후반 혹독한 겨울 동안 이 지역이 얻은 이름인 스타베이션 밸리(Starvation(Starve) Valley)에서 나온다.

## 역사
스타밸리는 19세기 초까지 여름과 가을에 주로 쇼쇼니 인디언들이 거주했다. 원주민들은 풍부한 게임과 현재 어번(Auburn) 마을 근처에서 발견되는 순수한 소금 매장지와 와이오밍 주 애프턴(Afton) 남쪽에서 더 유명한 소금 매장지로 인해 계곡으로 끌렸다.
미국 탐험가들은 이미 1812년에 서부 해안으로 가는 새로운 경로를 찾기 위해 이 지역을 여행한 것으로 알려져 있다. 캐나다와 미국의 덫사냥꾼들이 그 뒤를 이어 1840년대까지 이 지역을 자주 드나들었다. 1850년대와 1860년대에 많은 이민자들이 오리건트레일(Oregon Trail)의 랜더로드(Lander Road)를 통해 상부 스타밸리 지역을 통과했다. 하지만 이 지역의 백인 정착은 1870년대 말 LDS 사도 모세 대처와 브리검 영 주니어가 식민지화를 위해 이 계곡을 선택하기 전까지는 본격적으로 시작되지 않았다. 아치볼드 가드너와 그의 대가족은 1889년에 도착하여 계곡에 다양한 유형의 공장 5개를 짓고 운영했다.
2011년 10월 1일, 후기 성도 교회 회장인 토마스 에스 몬슨 회장은 연차 대회에서 와이오밍 스타밸리 성전이 계곡에 세워질 것이라고 발표했다. 위치는 2012년 5월 25일에 애프턴(Afton) 바로 남쪽에 있는 헤이덜리 농장 소유지의 미국 89번 고속도로 바로 동쪽에 있다고 발표되었다. 성전은 2016년 10월 30일에 운영 중인 154번째 헌납 성전인 후기 성도 사도 데이비드 에이 베드나에 의해 완공 및 헌납되었다.